# Inked Brasil
Inked Brasil é uma revista brasileira de lifestyle baseada na versão dos Estados Unidos "Inked". No Brasil é publicada pelo Grupo Domo, por meio do selo Tríada. A publicação será bimestral, e sua primeira edição foi em agosto e setembro de 2010 com a cantora de rock Pitty na capa. Tem uma tiragem de 18 mil exemplares. Todo o investimento que o Grupo Domo fez pra publicar no Brasil foi de R$ 600 mil.